# Castelo de Kilkenny
O Castelo de Kilkenny localiza-se na cidade de mesmo nome, Condado de Kilkenny, no Sudoeste da República da Irlanda.

## História

### Antecedentes
A primitiva ocupação do sítio do atual castelo, em posição dominante sobre a margem do rio Nore, remonta aos castelos de madeira dos reis locais, os O'Carroll 840, O´Dunphy e Fitzpatrick, antes da conquista Normanda 1066.
Richard de Clare, 2° conde de Pembroke (conhecido como "Strongbow") fez construir a primeira torre normanda neste sítio, em 1172.

### O atual castelo
A construção do atual castelo remonta ao ano 1190, quando o genro de Richard de Clare, William Marshal, também conde de Pembroke, lançou a sua primeira pedra no mesmo lugar em que se erguiam as antigas torres, das quais três chegaram aos nossos dias.
O castelo pertenceu à família Butler desde o século XIII. Esta família chegara à Irlanda com a conquista Normanda, mudando o seu nome para FitzWalter em 1185. O castelo passou para as mãos de Sir Gilbert de Bohun, que herdou o condado e seu castelo das mãos da sua mãe em 1270. No ano de 1300 este nobre foi expulso por Eduardo I de Inglaterra mas reinstalou-se em 1303, conservando-o até à sua morte, em 1381.
A família Butler manteve o castelo até meados do século XX, quando o vendeu por 50 libras esterlinas para uma Comissão local de Restauração do Castelo. Pouco tempo depois, em 1967, ele foi transferido para o Estado, e desde então tem sido remodelado e encontra-se aberto à visitação pública.
Uma das atrações turísticas mais visitados no país, nele destacam-se a biblioteca, o salão, a ala chinesa e a chamada "Long Gallery". Parte do acervo da National Art Gallery está aqui em exposição. Existem jardins ornamentais na cidade no lado do castelo, e extensas terras e jardins à sua frente.
O Castelo de Kilkenny foi o local escolhido para a reunião da Assembleia Geral, ou Parlamento, do Governo Confederado da Irlanda, na década de 1640.
As cerimônias e premiações dos diplomados do "Kilkenny Campus" da National University of Ireland, Maynooth, ocorrem aqui no castelo desde 2002.